# Марселињо Уертас
Марсело Тјепо Уертас (порт. Marcelo Tieppo Huertas, Сао Пауло, 25. мај 1983) бразилски је кошаркаш. Игра на позицији плејмејкера, а тренутно наступа за 1939 Канаријас.

## Каријера
Каријеру је започео у бразилским клубовима Сао Паулу и Пињеиросу. Године 2004. дошао је у Европу и потписао за Хувентуд. Након две сезоне проведене са њима, отишао је на позајмицу у Билбао. У њиховом дресу је коначно проиграо, а просечно је у шпанском првенству постизао 14,6 поена, 2,7 скокова и 3,9 асистенција. 
Иако је након позајмице требало да остане у Билбау, Уертас се у последњи час предомислио и отишао у италијански Фортитудо. Са њима је потписао двогодишњи уговор са могућношћу продужења на још једну годину. Како је клуб у сезони 2008/09. испао у другу лигу, Уертас је добио слободне руке у проналаску новог клуба.
У августу 2009. потписао је за Каху Лаборал, као замена за Пабла Прихионија. Са њима је освојио АЦБ лигу у сезони 2009/10.
У августу 2011. потписао је четворогодишњи уговор са Барселоном. Са њима у наредне четири сезоне осваја два пута АЦБ лигу, и по један куп и суперкуп. 
У септембру 2015. потписао је за Лос Анђелес лејкерсе.
У јулу 2017. вратио се у Саски Басконију.

## Репрезентација
Уертас је дугогодишњи члан репрезентације Бразила.

## Успеси

### Клупски
- Хувентуд:
  - ФИБА Еврокуп (1): 2005/06.

- Саски Басконија:
  - Првенство Шпаније (1): 2009/10.

- Барселона:
  - Првенство Шпаније (2): 2011/12, 2013/14.
  - Куп Шпаније (1): 2013.
  - Суперкуп Шпаније (1): 2011.

- 1939 Канаријас:
  - ФИБА Лига шампиона (1): 2021/22.
  - Интерконтинентални куп (2): 2020, 2023.

### Појединачни
- Најкориснији играч ФИБА Лиге шампиона (2): 2023/24, 2024/25.
- Најкориснији играч фајнал фора ФИБА Лиге шампиона (1): 2021/22.
- Идеални тим ФИБА Лиге шампиона — прва постава (4): 2019/20, 2022/23, 2023/24, 2024/25.
- Идеални тим ФИБА Лиге шампиона — друга постава (1): 2021/22.
- Најкориснији играч Интерконтиненталног купа (1): 2020.